# Плясово-Снежково
Пля́сово-Снежко́во — посёлок в Новоусманском районе Воронежской области.
Входит в состав Рождественско-Хавского сельского поселения.
Население — 15 жителей (2007).

## География
Расположено на левом берегу ручья Пыльцов Лог (на котором создано 2 пруда), в 30 км от Воронежа, в 5 км от центра поселения — села Рождественская Хава. Ближайшие населённые пункты: Малые Горки, Хреновое, Плясово-Китаево и Рождественская Хава. Автобусное сообщение с Воронежем, через Новую Усмань. Село находится на автодороге Р193 Воронеж — Тамбов, и делится ею пополам. В посёлке располагаются два садоводческих товарищества — Мебельщик и Поршень.

## Климат
Климат умеренно континентальный. Количество осадков колеблется от 500 до 650 мм ртутного столба. Населенный пункт располагается  в лесостепной зоне.

## История
В 1900 году в селе проживало 185 человек в 26 дворах. В 2000 году в селе проживало 18 жителей, в 2005 — 17, в 2007 — 15 человек.